# Албрехт Гаштолд
Албрехт Гаштолд (О́льбрахт Гошто́вт; умро децембар 1539. године) - државник Великог војводства Литваније, један од најутицајнијих људи свог времена. Представник породице Гаштолд грбовника Абданк.
Године 1501, племић великог војводе Литваније Александра, затим гувернер Новогрудка (1503-1506), велики канцелар Литваније (1505—1509), гувернер Новогрудка (1508—1513), Полоцка (1513—1519), Тракаја (1519—1522) и Виљнуса (од 1522. године), велики канцелар Литваније (од 1522. године). Од 1513. године био је старешина Белска, 1514. – Мозира, а до 1533. – Гродна.

## Биографија
Рано је изгубио родитеље и одгајали су га рођаци. Вероватно око 1492. године студирао је на Универзитету у Кракову. Године 1503. учествовао је у успешном походу против кримских Татара. Године 1505. бранио је Новогрудок од Татара. Године 1507, током рата са Великим кнежевством Московским, предводио је одбрану Смоленска, а следеће године учествовао је у биткама код Орше.
Није подржао Глинску побуну, али је након њеног завршетка био затворен, вероватно због сплетки свог ривала Николаја Раџивила, са којим се касније сукобио. Пратио је великог војводу Литваније Жигмунда на Бечком конгресу 1515. године. Учествовао је у рату са руском државом 1512-1522; 29. јула 1518. године, полоцка војска под његовом командом је победила команданте великог кнеза московског Василија III код Полоцка.
Од почетка 1520-их заузимао је највише владине положаје, што се објашњава смрћу његовог непријатеља Николаја Раџивила. Противио се унији Великог војводства Литваније са Краљевством Пољским, и у вези са тим, 1522. године је подржао план краљице и велике војвоткиње Боне да прогласе Жигмунда Августа за престолонаследника док му је отац још жив. У наредним годинама, Албрехт Гаштолд је био у сукобу са краљицом Боном, која је настојала да му одузме државне поседе, и са хетманом Константином Острожским, присталицом уније са Пољском.
Одржавао је добре односе са пруским војводом Албрехтом Хоенцолерном и дописивао се са њим у вези са штампаријом и просветитељем Франциском Скарином. Године 1529. добио је титулу грофа од папе, а следеће године титулу „грофа од Муровања Гераниона“ од цара Карла V.
Учествовао је у стварању првог Литванског статута из 1529. године. На његов предлог, у текст документа је додата одредба, према којој је странцима забрањено да примају положаје и купују земљу у Великом војводству Литванији. Сакупио је велику библиотеку, која је, поред ћириличних рукописа, садржала књиге на пољском, латинском и чешком језику.
Кардинал Албрехт од Бранденбурга је 16. маја 1530. године написао писмо грофу Албрехту Гастолду у одбрану Франциска Скарине.

## Имовина
Гаштолдови поседи су били веома обимни, а сам гроф Албрехт је био најбогатији магнат Великог војводства Литваније. Према попису литванске војске из 1528. године, гроф Албрехт је имао 466 коњичких ратника, што је значило да је поседовао више од 7 хиљада поданика (поређења ради, Константин Острожски је имао 426 коњичких ратника). Године 1522, велики војвода Жигмунд I је доделио грофу Албрехту Гаштолду привилегије да користи црвени восак за печате, што је био прерогатив само чланова краљевске породице; остали су користили зелени восак.
Од своје баке по мајци, кнегиње Марине, удовице кнеза Семјона Голшанског-Трабског и ћерке кнеза Димитрија Друцког-Зубровицког, пре 1495. године добио је у свој посед земље кнеза Димитрија Друцког - Зубровицког: Бихав и Тојманов на Дњепру, Дубасна (Жиличи) у Бобрујској волости, велика имања у Кијевској области, а могуће и Шклов.
Његов брак са кнегињом Софијом Верејском донео му је замкове Љубеч, Воложин у Ошмјанском округу, Којданов, Радошковичи и Уса у Минском округу. Током година свог живота, гроф Албрехт је купио, разменио и наследио још много имања.
Дана 11. априла 1527. године, кнез А. М. Свирски и његова жена кнегиња Софија продали су „своја родовска имања Мјадел и Кобилники“ (Мјадел и Нароч) виљнуском гувернеру грофу Албрехту Гаштолду и његовим потомцима за 300 копејки „по сталном праву“.

## Породица
Албрехт Гоштолд се оженио пре 1506. године кнегињом Софијом Верејском, ћерком руског кнеза Василија Михаиловича Верејског и кнегиње Марије Палеолог. Кнез Василије Верејски је потицао из породице Рјурикович, као праунук светог великог кнеза Димитрија Донског, великог кнеза Московског, унук титуларног деспота Андреја, кнеза Можајског, и син кнеза Михаила, кнеза Верејског.
Кнез Василије се посвађао са великим кнезом Иваном III око мираза његове жене кнегиње Марије, ћерке титуларног византијског цара Андреја Палеолога и братанице велике кнегиње Софије Палеолог, жене великог кнеза Ивана III Великог Васиљевича. Спор се завршио губитком наследне кнежевине Верејске и Василијевим бекством са супругом у Литванију, где је 2. октобра 1484. године од краља Казимира IV Јагелонца добио имања Лубчу, Којданову, Радашковиче и Воложин.
Ова имања је наследила кнегиња Софија и управљала њима заједно са својим мужем, а након његове смрти држала их је до своје смрти августа 1549. године. Након њене смрти, имање је прешло на краља Жигмунда II Августа. Брак је био значајан успон за Алберта, чија породица није била једна од кнежевских породица. Године 1522, краљ Жигмунд I Стари дао је кнегињи Софији, њеном мужу и потомству право да печате писма црвеним воском, на шта су имале право само особе краљевске крви.
Албертов син био је Станислав Гаштолд, последњи мушки наследник породице Гаштолд. Сахрањен је у Виљнуској катедрали, где се његова гробница налази и данас. Саградио је замак Хијеранјони (чији се остаци налазе у данашњој Белорусији).